# Наукограды России
Наукоград в Российской Федерации — муниципальное образование, как правило, со статусом городского округа, имеющее высокий научно-технический потенциал, с градообразующим научно-производственным комплексом.
В расширенном понимании наукоград — любой объект административно-территориального и муниципального устройства (например, некоторые ЗАТО) либо структура с высоким научно-техническим потенциалом, с градообразующим научно-производственным комплексом.

## Официальные наукограды Российской Федерации
По состоянию на 1 января 2021 года 12 городских округов и 2 внутригородские территории города федерального значения (внутригородские муниципальные образования) имеют статус наукограда, присвоенный согласно федеральному закону № 70-ФЗ, причём Петергоф как внутригородское муниципальное образование наделён дополнительным статусом города, Троицк — дополнительным статусом городского округа.
Статус Петергофа как наукограда по истечении 5 лет официально не продлевался, что связано в том числе с отсутствием статуса городского округа (статус — город). Троицк получил статус наукограда, будучи в составе Московской области, затем подтвердил его в составе Москвы.
На уровне административно-территориального устройства рп Кольцово входит согласно ОКАТО и АГКГН в Новосибирский район (однако органами власти Новосибирской области реестр административно-территориального устройства не ведётся), город Троицк образует поселение Москвы, город Петергоф является муниципальным образованием Санкт-Петербурга, остальные наукограды являются городами областного (краевого) подчинения (значения), не включёнными в административные районы.
| Наукоград    | Подчинение                  | Дата                 | Срок          | Документы |
| ------------ | --------------------------- | -------------------- | ------------- | --------- |
| Бийск        | Алтайский край              | 21.11.2005           | 5 лет         | [ 12 ]    |
| Бийск        | Алтайский край              | 29.03.2011           | 5 лет         | [ 13 ]    |
| Бийск        | Алтайский край              | 30.12.2015           | до 01.01.2017 | [ 14 ]    |
| Бийск        | Алтайский край              | 01.01.2017           | 15 лет        | [ 15 ]    |
| Дубна        | Московская область          | 20.12.2001           | до 31.12.2025 | [ 16 ]    |
| Жуковский    | Московская область          | 29.01.2007           | 5 лет         | [ 17 ]    |
| Жуковский    | Московская область          | 19.11.2012           | 5 лет         | [ 18 ]    |
| Жуковский    | Московская область          | 19.11.2017           | 15 лет        | [ 19 ]    |
| Кольцово     | Новосибирская область       | 17.01.2003           | до 31.12.2025 | [ 20 ]    |
| Королёв      | Московская область          | 12.04.2001           | до 31.12.2025 | [ 21 ]    |
| Мичуринск    | Тамбовская область          | 04.11.2003           | до 31.12.2027 | [ 22 ]    |
| Обнинск      | Калужская область           | 06.05.2000           | до 31.12.2024 | [ 23 ]    |
| Петергоф     | Санкт-Петербург             | 23.07.2005 — до 2010 | 5 лет         | [ 24 ]    |
| Протвино     | Московская область          | 18.08.2008           | 5 лет         | [ 25 ]    |
| Протвино     | Московская область          | 01.08.2014           | 5 лет         | [ 26 ]    |
| Протвино     | Московская область          | 01.08.2019           | 15 лет        | [ 27 ]    |
| Пущино       | Московская область          | 27.10.2005           | 5 лет         | [ 28 ]    |
| Пущино       | Московская область          | 29.03.2011           | 5 лет         | [ 29 ]    |
| Пущино       | Московская область          | 30.12.2015           | до 01.01.2017 | [ 30 ]    |
| Пущино       | Московская область          | 01.01.2017           | 15 лет        | [ 31 ]    |
| Реутов       | Московская область          | 29.12.2003           | до 31.12.2027 | [ 32 ]    |
| Троицк       | Московская область / Москва | 29.01.2007           | 5 лет         | [ 34 ]    |
| Троицк       | Московская область / Москва | 07.09.2012           | 5 лет         | [ 35 ]    |
| Троицк       | Московская область / Москва | 07.09.2017           | 15 лет        | [ 36 ]    |
| Фрязино      | Московская область          | 29.12.2003           | до 31.12.2027 | [ 37 ]    |
| Черноголовка | Московская область          | 18.08.2008           | 5 лет         | [ 38 ]    |
| Черноголовка | Московская область          | 30.06.2014           | 5 лет         | [ 39 ]    |
| Черноголовка | Московская область          | 30.06.2019           | 15 лет        | [ 40 ]    |